# Psychosomatose
Unter einer Psychosomatose versteht man eine Erkrankung, für die es einerseits ein organisches Korrelat mit morphologischen Veränderungen gibt, bei denen man aber zusätzlich annimmt, dass psychische Faktoren einen wesentlichen Einfluss auf die Entstehung und den Verlauf haben. Die psychische Diagnose laut ICD-10 wird mit F54 (Psychologische Faktoren und Verhaltensfaktoren bei andernorts klassifizierten Krankheiten) verschlüsselt in Kombination mit der entsprechenden körperlichen Diagnose.

Bei folgenden körperlichen Erkrankungen wird mancherorts in der Literatur ein psychischer Einfluss vermutet:
- Migräne[2] (G43)
- Tinnitus[3][4] (H93.1)
- Asthma bronchiale (J45)
- Colitis ulcerosa (K51)
- Colitis mucosa (K58)[5]
- arterielle Hypertonie (I10)[6]
- Morbus Crohn (K50)
- Magengeschwür (Ulcus ventriculi K25)[7][5]
- Zwölffingerdarmgeschwür (Ulcus duodeni K26)[7]
- Neurodermitis (L20)[8] - Die Ziffer F54 könne hier auf dysfunktionales Krankheitsverhalten, wie einen Juckreiz-Kratz-Teufelskreis[9], hinweisen.[10] Bei psychischen Folgen sei eher eine Anpassungsstörung (F43.2) oder soziale Phobie (F40.1) zusätzlich zu kodieren.[10]
- Psoriasis (L40)[11]
- Nesselsucht (Urtikaria L50)[5]
- Fettleibigkeit (Adipositas durch übermäßige Zufuhr von Nahrungsenergie E66.0)[12]
- Diabetes mellitus[13] - Dabei sollte geprüft werden, ob auch die Diagnose einer Anpassungsstörung (F43.2) erfüllt ist.[13]
- Dorsopathie wird häufiger als F45.4 kodiert und nur selten als F54.[14]

In der Literatur wird zwar gelegentlich darauf hingewiesen, dass auch der Spannungskopfschmerz mit F54 kombiniert kodiert werden könnte. Im ICD-10 wird hingegen der Spannungskopfschmerz (G44.2) ausgeschlossen.  Spannungskopfschmerz könne aber auch als F45.4 kodiert werden.